# James Batcheller Sumner
James Batcheller Sumner (* 19. November 1887 in Canton, Massachusetts; † 12. August 1955 in Buffalo, New York) war ein US-amerikanischer Chemiker und Nobelpreisträger.

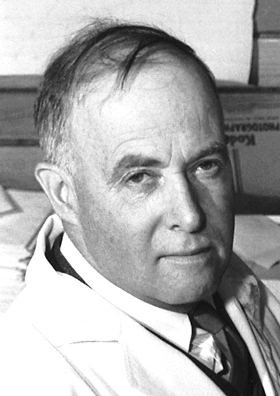
James Batcheller Sumner

## Leben
James Batcheller Sumner wurde als Sohn von Charles und Elizabeth Rand Sumner geboren. Der ursprüngliche Linkshänder wurde zum Rechtshänder, nachdem ihm als Folge eines Jagdunfalls sein linker Arm oberhalb des Ellbogengelenks amputiert werden musste. Er war dreimal verheiratet und hatte zwei Kinder. Die erste Ehe mit Bertha Louise Ricketts hatte von 1915 bis 1930 Bestand. 1931 heiratete Sumner erneut. Die Ehe mit Agnes Paulina Lundkvist wurde ebenfalls geschieden. Aus der dritten Ehe, die 1943 mit Mary Morrison Beyer (1909–1996) geschlossen wurde, stammen zwei Kinder. Sumner starb an Krebs.

## Wirken
1906 begann Sumner ein Studium der Elektrotechnik in Harvard, wechselte aber bereits nach wenigen Wochen in das Studienfach Chemie. Im Rahmen seiner Abschlussarbeit veröffentlichte er seine erste Arbeit, die den Versuch, Papaverin zu synthetisieren, abhandelte. 1910 schloss er das Studium ab. Nach dem Studium wechselte Sumner in die Sumner Knitting Padding Company, eine Strickerei, in der sein Onkel Frederick W. Sumner Direktor war. Nach wenigen Monaten gab er die Stelle zu Gunsten des Mt. Allison College in Sackville, New Brunswick auf, an dem er für ein Semester Chemie unterrichtete. Danach nahm er eine Assistentenstelle im Fachbereich Chemie am Worcester Polytechnic Institute in Worcester, Massachusetts, die er ebenfalls schnell wieder aufgab, um seine Studien der Chemie in Harvard fortzusetzen. Er erreichte den Abschluss als Master im Jahr 1913 und den Doktortitel im Jahr 1914 mit der Arbeit The formation of Urea in the Animal Body (Die Bildung von Harnstoff im Tierkörper) unter Otto Folin. Teile daraus wurden im Journal of Biological Chemistry veröffentlicht.
1914 nahm Sumner eine Stelle als Assistenzprofessor für Biochemie an der Cornell University in Ithaca an. Im Jahr 1926 isolierte und kristallisierte Sumner erstmals ein Enzym, Urease. Die 1926 im Journal of Biological Chemistry veröffentlichte Entdeckung, dass sich das Enzym aus Canavalia ensiformis, der Jackbohne isolieren lässt und identisch mit Globulin ist, wurde jedoch von anderen Biochemiker skeptisch aufgenommen. Nachdem 1930 die Kristallisation von Pepsin, Trypsin und Chymotrypsin von John Howard Northrop und Kunitz veröffentlicht wurde, fanden die Arbeiten eine höhere Akzeptanz. 1938 wurde Sumner zum Professor für Biochemie an die zoologische Fakultät des College of Arts and Sciences berufen. Die Stelle wurde zwei Jahre später dem College of Agriculture unterstellt. Dort wurde 1945 eine Abteilung für Biochemie gegründet, die 1947 ein Labor für Enzymchemie aufbaute, dem Sumner als Direktor vorstand.

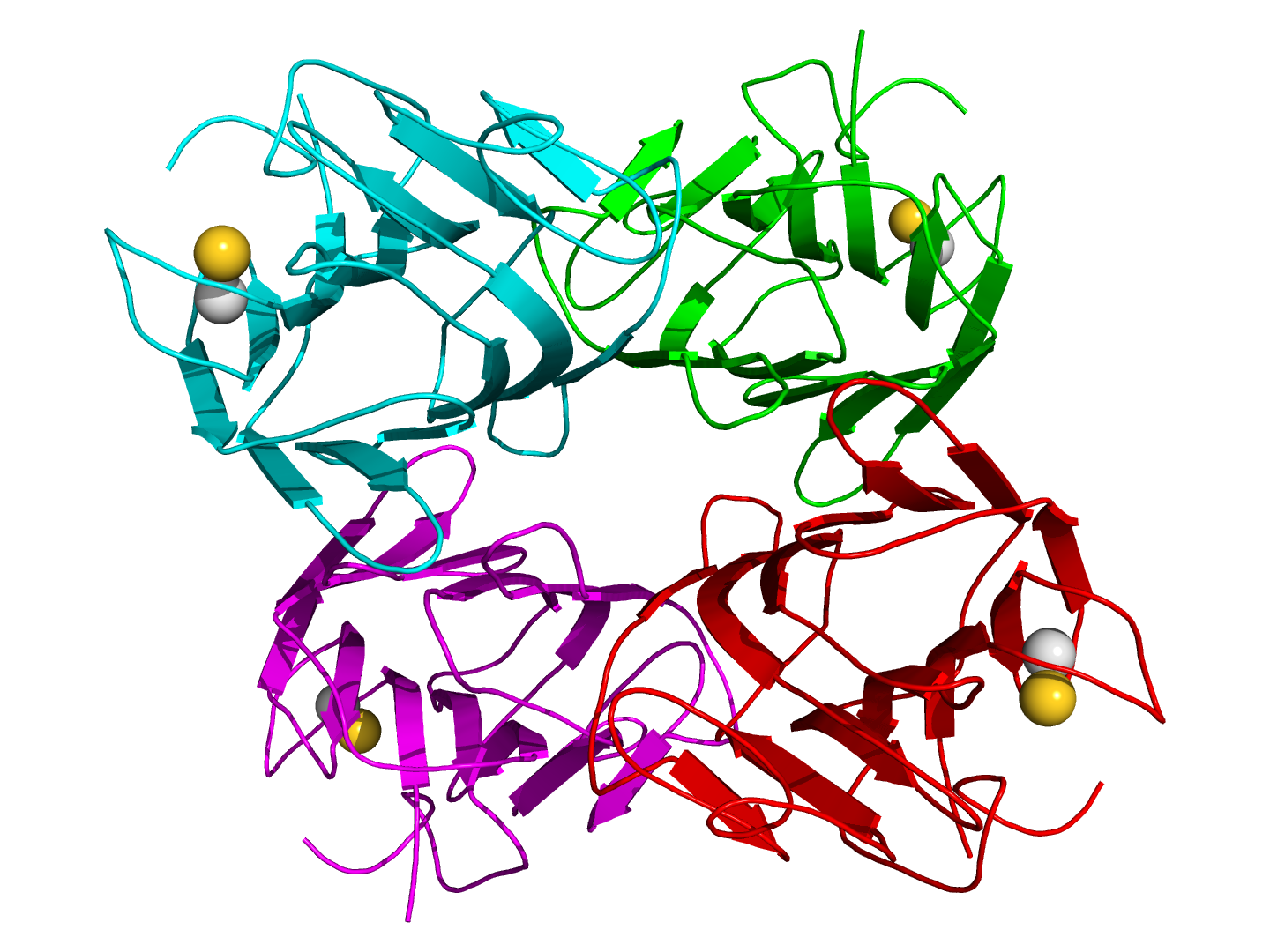
Struktur von Concanavalin A

Sumner erhielt 1946 die Hälfte des Nobelpreises für Chemie „für seine Entdeckung der Kristallisierbarkeit von Enzymen“. Er kristallisierte unter anderem Concanavalin A und das Enzym Urease, die er aus der Schwertbohne isolierte. Die zweite Hälfte des Preises ging an John Howard Northrop und Wendell Meredith Stanley.
In den Jahren 1950 bis 1952 veröffentlichte Sumner gemeinsam mit Karl Myrbäck „Die Enzyme“. Zwei Auflagen mit jeweils zwei Bänden umfassen 2800 Seiten und enthalten Beiträge von insgesamt 87 Wissenschaftlern. Einen Tag nach einem Symposium der Cornell University zum Abschied von Sumner und Leonard Maynard im Mai 1955 wurde Sumner stationär behandelt. Er konnte das Krankenhaus nie wieder verlassen.

## Auszeichnungen
- 1937: Scheele-Goldmedaille der Swedish Chemical Society
- 1948: Mitglied der National Academy of Sciences
- 1949: Mitglied der American Academy of Arts and Sciences
- 1946: Nobelpreis für Chemie

## Schriften
- Textbook of biological chemistry. Macmillan, New York 1927[1][2]
- James Batcheller Sumner, George Frederick Somers: Chemistry and methods of enzymes. Academic Press, New York 1943, 1947 und 1953[1][2]
- James Batcheller Sumner, George Frederick Somers: Laboratory experiments in Biological Chemistry. Academic Press, New York 1944 und 1949[1][2]
- James Batcheller Sumner, Karl Mÿrback: Enzymes: Chemistry and mechanism of action. Academic Press, New York 1950[1][2]
- James Batcheller Sumner, Karl Mÿrbäck: The Enzymes, Band 2. Academic Press, New York 1952[1][2]